# Чемпионат Восточного Тимора по футболу
Футбольная лига Восточного Тимора (порт. Liga Futebol Amadora Timor Leste) — высший футбольный турнир Восточного Тимора. Основана в 2015 году. Заменила упраздненную в 2010 году Супер-лигу. Контролируется Федерацией футбола Восточного Тимора. Состоит из двух дивизионов: Премьер дивизиона (8 клубов) и Второго дивизиона (12 клубов). Между дивизионами существует система обмена клубами. Действующий победитель Премьер дивизиона — Боавишта (футбольный клуб. Также Футбольная лига совместно с Федерацией футбола организует национальный кубок, имеющий название «Кубок 12 ноября»(Taça 12 de Novembro).

## История
Раньше все клубы Восточного Тимора назывались на португальский манер типа: Спортинг или Бенфика. Однако с 2004 года они стали именоваться на азиатский манер.
В 2005 году была основана первая футбольная лига Восточного Тимора, однако на следующий год она прекратила существование. И три года до создания централизованного турнира Taça Digicel команды играли в районных чемпионатах.

## Чемпионы

### Ligas anteriores
- 1973: CCS/QG Dili (Campeonato Militar de Futebol)
- 2001: Без финала (National Championship)
- 2003: Polisi Timor Leste (East Timor Cup)
- 2004: Без финала (?)
- 2005/06: Fitun Matebian Sporting (Super Liga Timorense)

### Taça Digicel
- 2010: Дили Лест
- 2011: Дили Лест

### Liga Futebol Amadora
- 2015/16: Бенфика
- 2017: Каркету Дили
- 2018: Боавишта (футбольный клуб